# Жица
Жица је истањен метал цилиндричног облика, обично кружног пресека која се користи као преносилац електрицитета и сигнала. Да би била добар проводник струје мора бити веће дужине и савитљива. Од дебљих жица се производе метална ужад и каблови.
Жице се користе као носачи механичких оптерећења или електричне енергије и телекомуникационих сигнала. Жица се обично формира извлачењем метала кроз отвор у калупу или клизачу. Мерачи жице су доступни у различитим стандардним величинама, израженим у виду мерних бројева. Израз „жица” се такође користи и слободније за означавање снопа танких струкова, као у „вишеструкој жици”, што се у механици исправније назива жичаним ужетом, или каблом у електротехници.
Жица може бити пуна (са чврстим језгром), умотани свежањ или уплетена. Иако је обично кружног попречног пресека, жица се може израдити у квадратном, шестоугаоном, спљоштеном правоугаоном или неком другом пресеку, било за декоративне или за техничке сврхе, попут високо ефикасних звучних завојница у звучницима. Спиралне опруге обавијених ивица, попут слинки играчке, израђене су од посебне спљоштене жице.

## Историја
У антици је накит често садржавао велике количине жице у виду ланаца и примењеног украса који је прецизно израђен и који је морао бити произведен неким ефикасним, ако не и технички напредним средствима. У неким случајевима, траке исечене од металног лима прављене су у жицу провлачењем кроз перфорације у каменим перлама. Ово узрокује да се траке савијају око себе и формирају танке цеви. Ова техника извлачења трака је била у употреби у Египту од 2. династије (око 2890 – око 2686. п. н. е.). Од средине 2. миленијума пне већину златних жица у накиту карактеришу шавне линије које прате спиралну путању дуж жице. Такве уплетене траке могу се претворити у чврсте округле жице ваљањем између равних површина или методом извлачења траке. Метода производње жице са увртањем траке је замењена извлачењем у древном Старом свету негде између 8. и 10. века нове ере. Постоје неки докази о употреби извлачења даље на истоку пре овог периода.
Жица је извучена у Енглеској из средњег века. Жица је коришћена за прављење вунених карата и прибадача, индустријских производа чији је увоз забранио Едвард IV 1463. године. Први млин за жице у Великој Британији основали су у Тинтерну око 1568. оснивачи компаније Минерал енд Батери Воркс, који су имали монопол на ово. Осим њиховог другог постројења за производњу жице у оближњем Вајтбруку, није било других постројења пре друге половине 17. века. Упркос постојању радионица, извлачење жице до финих величина и даље се обављало ручно.
Према опису из раног 20. века, „[жица] се обично извлачи цилиндричног облика; али се може направити од било ког жељеног пресека мењањем обриса рупа на плочи за вучу кроз коју се провлачи у процесу производње. Плоча за извлачење или матрица је комад тврдог ливеног гвожђа или тврдог челика, или за фини рад може бити дијамант или рубин. Циљ употребе драгог камења је да се матрицама омогући да се користе током дужег периода без губитка величине и чиме се производи жица погрешног пречника. Дијамантске матрице се морају поново избушити када изгубе свој првобитни пречник рупе, али металне матрице се поново смањују на жењену величину тако што се рупа закуцава чекићем, а затим је коригује пречник ударцем."

## Производња
Две или више жица могу бити концентрично умотане, одвојене изолацијом, да би се формирао коаксијални кабл. Жица или кабл могу бити додатно заштићени супстанцама као што су парафин, нека врста конзерванса, битумен, олово, алуминијумски омотач или челична трака. Машине за намотавање или покривање намотавају материјал на жицу која брзо пролази. Неке од најмањих машина за покривање памуком имају велики бубањ, који хвата жицу и помера је кроз зупчанике; жица пролази кроз центар дискова постављених изнад дугачког кревета, а сваки диск носи одређени број калема које варирају од шест до дванаест или више у различитим машинама. Материјал за покривање се намотава на сваки калем, а крај се води ка жици, која заузима централни положај у односу на калеме; када се ови други окрећу одговарајућом брзином са својим дисковима, памук се стога поставља на жицу, спирално се намотавајући тако да се преклапа. Ако је потребно много нити, дискови се умножавају, тако да се може носити чак шездесет калема, а други сет жица се полаже преко првог.
За теже каблове који се користе за електричну светлост и струју као и за подморске каблове, машине су нешто другачије конструкције. Жица се и даље носи кроз шупљу осовину, али су котури или калемови покривног материјала постављени са својим вретенима под правим углом у односу на осу жице и леже у кружном кавезу који се окреће на ваљцима испод. Различити праменови који долазе из калема на различитим деловима обима кавеза воде до диска на крају шупље осовине. Овај диск има перфорације кроз које пролази сваки од жица, одатле се одмах намотава на кабл, који на овом месту клизи кроз лежај. Назубљени зупчаници који имају одређене задате односе се користе да изазову ротацију бубња за намотавање кабла и кавеза за калемове одговарајућим релативним брзинама које не варирају. Кавези се умножавају за намотавање са много трака или нити, тако да машина може имати шест котура на једном кавезу и дванаест на другом.